# Doki Doki Literature Club!
Doki Doki Literature Club! (öv. 'Litteraturklubben Dunk-Dunk', ibland förkortat DDLC) är en visuell roman-dataspel utvecklat av Team Salvato och publicerat år 2017. Handlingen följer en gymnasieelev som motvilligt går med i skolans litteraturklubb på sin vän Sayoris begäran, träffar där Yuri, Natsuki och Monika, och får möjligheten att romantiskt involvera sig i karaktärerna (förutom Monika). Handlingen är otraditionellt strukturerat, och spelet har flera slut och sekvenser med var och en av huvudkaraktärerna som går att låsa upp. Spelet ger i början intrycket att vara en lättsam och oskyldig dejting-simulator, men visar sig snart egentligen vara  ett metafiktivt psykologiskt skräckspel som under stora delar bryter den fjärde väggen.
Spelet utvecklades under ungefär två år av Team Salvato, en amerikansk oberoende spelstudio i ett team ledd av Dan Salvato, en utvecklare även känd för sitt arbete inom modding. Enligt Salvato så inspirerades spelet av hans blandade känslor för anime, samt sin fascination för surrealism och skräck. Spelet släpptes som gratisprogram för Linux, macOS och Windows, ursprungligen via itch.io, och senare via Steam.
Doki Doki Literature Club! fick god och positiv kritik för välfungerande användning av skräck och ovanlig tappning bland visuella romaner som genre. Spelet inspirerade också olika internetmemes och fick många följare online. En utökad version av spelet, med titeln Doki Doki Literature Club Plus!, släpptes som en premiumversion av spelet år 2021 för PC såväl som konsoller.